# Denzel Curry
Pour les articles homonymes, voir Curry (homonymie).
Denzel Curry, né le 16 février 1995 à Carol City en Floride, est un rappeur américain. Il gagne en popularité en 2015 avec le titre Ultimate.
En 2016, il figure sur le magazine XXL dans la Freshman Class de 2016, aux côtés de Lil Uzi Vert, 21 Savage, Kodak Black, Anderson .Paak, Desiigner, Lil Yachty, G Herbo, Lil Dicky et Dave East. La même année, il sortira l'album Imperial, où certains artistes tels que Rick Ross, Joey Badass, Twelve'len et Nell y seront en collaboration.
En 2018, il sort son troisième album Ta13oo, le projet est divisé en trois différents actes (Light, Grey et Dark). L'album contient le single Clout Cobain, où Denzel critique la recherche de notoriété par l'influence sur les réseaux sociaux. Un phénomène auquel certains artistes participent afin de se forger une carrière, l'expression "Clout" est plus souvent utilisée afin de décrire ce fait. Il fait aussi référence dans les paroles et au titre à Kurt Cobain, le chanteur du groupe Nirvana.
En 2019, il sort l'album ZUU, le titre fait référence à l'un des surnoms de la ville d'orgine du rappeur, Carol City, en Floride.
En 2020, il sort un album nommé [UNLOCKED], en collaboration avec le producteur Kenny Beats. La version remixée du projet sort en 2021, nommée [UNLOCKED 2.1].
En 2022, il sort son cinquième album Melt My Eyez See Your Future. L'album est considéré comme étant le projet le plus mature de l'artiste, sans l'utilisation d'alter egos, tout en s'exprimant sur des sujets selon sa propre persepective et en étant lui-même. La même année, il sort la version deluxe du projet nommé Melt My Eyez See Your Future (The Extended Edition).

## Biographie
C'est dès l'école primaire que Curry se découvre un intérêt pour la poésie, et développera un intérêt pour le rap en 6e.
En 2011, alors âgé de 16 ans, Curry publie sa première mixtape intitulée King Remembered, et obtient le numéro de téléphone du rappeur floridien SpaceGhostPurrp par l'intermédiaire de son ami et rappeur Mike Dece. SGP le prendra sous son aile en le recrutant dans son collectif Raider Klan.
En parallèle de sa jeune carrière, le rappeur continue ses études et intègre la Miami International University of Art & Design, mais se voit se faire exclure après deux ans, puis rejoint le lycée de Carol City.
En 2012, sort sa seconde mixtape intitulée King of the Mischievous South Vol. 1 qui parvint jusqu'aux oreilles de Earl Sweatshirt et d'autres membres de Odd Future. Puis publie deux autres mixtapes au cours de l'année  Strictly for My R.V.I.D.X.R.Z et Mental Vendetta en collaboration avec Lofty305, et sort son premier album studio intitulé Nostalgic 64 l'année suivante. Dans le même temps, le Raider Klan se voit dissout. Cury devient membre du collectif floridien Cloud 9 postérieurement
Après quelques collaborations en 2014, Denzel Curry refait surface en 2015 avec son EP 32 Zel/Planet Shrooms contenant le titre Ultimate qui devient son premier hit.
En 2016, Curry publie son deuxième album Imperial contenant des featurings avec les rappeurs Rick Ross, Joey Bada$$, Twelve'Len et Nell, et est nommé dans la XXL Freshman Class de 2016. Le 25 juin 2017, Denzel Curry sort 13, un EP aux sonorités plus expérimentales et ayant une durée de 13 minutes. Curry décrit ce projet comme un précurseur à Taboo, son troisième album studio .
Le 11 juillet 2018, Curry publie le troisième single de son prochain album, Clout Cobain. Le 25 juillet, il dévoile le premier acte de son troisième album studio, Ta13oo.
Le 26 juillet 2018, il révèle le deuxième acte de l'album. Le lendemain, le rappeur dévoile le troisième et dernier acte de l'album, Ta13oo est alors officiellement sorti.
Le 9 mai 2019, Curry publie un single, Ricky. Énergique, le titre fait référence au père du rappeur. Il dévoile le second single, Speedboat, le 21 mai. Le 31 mai, Curry sort son quatrième album, Zuu. D'une durée de moins d'une demi-heure, l'album rend hommage au rap floridien et reçoit un accueil positif des critiques.
Le 24 juillet 2019, Curry a rejoint des artistes tels que Germ, City Morgue, Trash Talk, Shoreline Mafia, Night Lovell, Pouya et Turnstile lors d'une tournée nationale intitulée " Grey Day Tour ", créée par le duo hip-hop $uicideboy$. La tournée s'est achevée près d'un mois plus tard, le 23 août 2019.
Le 6 février 2020, Denzel Curry dévoile son court métrage intitulé « UNLOCKED » en collaboration avec Kenny Beats. Le lendemain, 7 février 2020, Curry dévoile un album bande-son du court métrage
Le 2 octobre 2020, Denzel Curry publie un morceau du nom de "Live From The Abyss" en exclusivité sur le site BandCamp. Les revenus du morceaux seront reversé à l'association "Dream Defender". Le 9 octobre 2020, Curry publie le morceau sur toutes les plateformes musicales, y compris YouTube. Il s'agit d'un morceau engagé contre le racisme et la discrimination aux États-Unis.
Le 18 février 2021, Denzel publie sur YouTube une vidéo du nom de "1.5" dans laquelle il annonce un album de remix de UNLOCKED. Le lendemain, il publie le premier extrait de ce projet : un remix du morceau "So.Incredible.pkg" en collaboration avec Robert Glasper et Smino. Une semaine plus tard, le 26 février, Curry publie un deuxième extrait, un remix de "Cosmic.m4a" avec la participation de Joey Bada$$ et du producteur The Alchemist. Le 4 mars 2021, Denzel Curry publie le projet entier sous le nom de "UNLOCKED 1.5" avec la participation de nombreux producteurs comme Jay Versace, Georgia Anne Muldrow ou encore Charlie Heat, mais aussi de nombreux rappeurs comme Benny The Butcher, Arlo Parks ou Kenny Mason.
Le 25 Mars 2022, Denzel publie l'album Melt my Eyez See Your Future. Le 30 Septembre 2022, il sortira la version deluxe de l'album nommé Melt My Eyez See Your Future (The Extended Edition).

## Vie privée
Le grand frère de Denzel, Treon Johnson, alors âgé de 27 ans, décède tasé à la suite d'une altercation avec la police de Hialeah le 27 février 2014.
Curry fréquentait le même lycée que le défunt Trayvon Martin, tué par un officier de police le 26 février 2012.
En 2021, il annonce qu'il a des liens familiaux avec le rappeur Smino, après la découverte d'un oncle commun.

## Discographie

### Mixtapes
- 2011 : King Remembered
- 2012 : King of the Mischievous South Vol. 1
- 2012 : Strictly for My R.V.I.D.X.R.Z.
- 2012 : Mental Vendetta (avec Lofty305)

### Singles
- 2013 : Threatz (featuring Yung Simmie et Robb Banks)
- 2014 : Zone 3
- 2015 : Ice Age (featuring Mike Dece)
- 2015 : Ultimate
- 2016 : Flying Nimbus (featuring Lofty305)
- 2016 : Knotty Head (featuring Rick Ross)
- 2017 : Ultimate / Sick & Tired (BADBADNOTGOOD Sessions)
- 2017 : Skywalker
- 2018 : Uh Huh (featuring IDK)
- 2018 : Sumo
- 2018 : Percs
- 2018 : Clout Cobain
- 2019 : Aloha (avec Charlie Heat)
- 2019 : Ricky
- 2019 : Speedboat
- 2019 : Shawshank (featuring Tate Kobang)
- 2019 : Psycho (avec Slowthai)
- 2020 : Lemonade (avec Yungblud)
- 2020 : Live From The Abyss
- 2021 : Bruuuh (avec J.I.D)
- 2021 : So.Incredible.pkg (Robert Glasper Version) (featuring Smino)
- 2021 : Cosmic.m4a (The Alchemist Version) (featuring Joey Bada$$)
- 2022 : Walkin
- 2022 : Troubles (Feat. T-Pain)
- 2022 : X-Wing

### DJ mixes
- 2020 : 13LOOD 1N + 13LOOD OUT MIXX (mixé par Latenite)